# 李天榮 (嘉靖進士)
李天榮（1517年—？），字仁卿，號應洲，江西南昌府南昌縣人，民籍，明朝政治人物。

## 生平
嘉靖二十五年（1546年）丙午科江西鄉試第四十一名舉人。嘉靖二十六年（1547年）中式丁未科會試第二百六十二名，登第三甲第六十六名進士。工部觀政，次年授莆田县知县。升刑部主事，歷升员外郎、郎中，官至南阳府知府，四十年升河南按察司信陽兵备副使，四十二年十二月被弹劾免职。

## 家族
曾祖李洪貴；祖父李大勳；父李時俊，母周氏。慈侍下。弟天华、天宪。子李陞。